# Жером Руссільйон
Жером Руссільйон (фр. Jérôme Roussillon, нар. 6 січня 1993, Сарсель) — французький футболіст, лівий захисник та півзахисник клубу «Уніон» (Берлін).

## Клубна кар'єра
Вихованець Академії Клерфонтен, після якої 2009 року перейшов в академію «Сошо». З 2010 року став виступати за резервну команду, в якій провів чотири сезони, взявши участь у 44 матчах чемпіонату, а 2010 року виграв з нею Кубок Гамбарделла. 28 вересня 2012 року підписав свій перший професіональний контракт з клубом.
2 травня 2012 року Руссільйон дебютував за першу команду в матчі Ліги 1 проти «Аяччо», замінивши на 76-й хвилині Ріяда Будебуза. З сезону 2012/13 Жером став основним гравцем команди, втім влітку 2013 року отримав серйозну травму, через яку пропустив значну частину наступного сезону, за результатами якого його клуб вилетів з вищого дивізіону.
У січні 2015 року він підписав контракт з «Монпельє» на чотири з половиною роки, але до кінця сезону продовжив виступати за свій рідний клуб на правах оренди. У новій команді відразу став основним гравцем, де і провів наступні три роки своєї кар'єри гравця.
6 серпня 2018 року підписав чотирирічний контракт з німецьким «Вольфсбургом».
У січні 2023 року приєднався до складу берлінського «Уніона».

## Виступи за збірні
2010 року дебютував у складі юнацької збірної Франції (U-18). Загалом на юнацькому рівні взяв участь у 5 іграх.

## Статистика виступів

### Статистика клубних виступів
| Сезон                | Команда              | Чемпіонат            | Чемпіонат | Чемпіонат | Національний кубок | Національний кубок | Національний кубок | Континентальні кубки | Континентальні кубки | Континентальні кубки | Інші змагання | Інші змагання | Інші змагання | Усього | Усього |
| Сезон                | Команда              | Ліга                 | Ігор      | Голів     | Ліга               | Ігор               | Голів              | Ліга                 | Ігор                 | Голів                | Ліга          | Ігор          | Голів         | Ігор   | Голів  |
| -------------------- | -------------------- | -------------------- | --------- | --------- | ------------------ | ------------------ | ------------------ | -------------------- | -------------------- | -------------------- | ------------- | ------------- | ------------- | ------ | ------ |
| 2011–12              | «Сошо»               | Л1                   | 4         | 0         | КФ+КЛ              | -                  | -                  | -                    | -                    | -                    | -             | -             | -             | 4      | 0      |
| 2012–13              | «Сошо»               | Л1                   | 25        | 0         | КФ+КЛ              | 2+1                | 0                  | -                    | -                    | -                    | -             | -             | -             | 28     | 0      |
| 2013–14              | «Сошо»               | Л1                   | 1         | 0         | КФ+КЛ              | -                  | -                  | -                    | -                    | -                    | -             | -             | -             | 1      | 0      |
| 2014–15              | «Сошо»               | Л2                   | 24        | 0         | КФ+КЛ              | 0+1                | 0+0                | -                    | -                    | -                    | -             | -             | -             | 25     | 0      |
| Усього за «Сошо»     | Усього за «Сошо»     | Усього за «Сошо»     | 54        | 0         |                    | 4                  | 0                  |                      |                      |                      |               |               |               | 58     | 0      |
| 2015–16              | «Монпельє»           | Л1                   | 33        | 3         | КФ+КЛ              | 2+1                | 0+0                | -                    | -                    | -                    | -             | -             | -             | 36     | 3      |
| 2016–17              | «Монпельє»           | Л1                   | 32        | 1         | КФ+КЛ              | 1+1                | 0+0                | -                    | -                    | -                    | -             | -             | -             | 34     | 1      |
| 2017–18              | «Монпельє»           | Л1                   | 22        | 3         | КФ+КЛ              | 2+1                | 0+0                | -                    | -                    | -                    | -             | -             | -             | 25     | 2      |
| Усього за «Монпельє» | Усього за «Монпельє» | Усього за «Монпельє» | 77        | 7         |                    | 8                  | 0                  |                      |                      |                      |               |               |               | 95     | 6      |
| 2018–19              | «Вольфсбург»         | БЛ                   | 0         | 0         | КН                 | 0                  | 0                  | -                    | -                    | -                    | -             | -             | -             | 0      | 0      |
| Усього за кар'єру    | Усього за кар'єру    | Усього за кар'єру    | 107       | 7         |                    | 11                 | 0                  |                      |                      |                      |               |               |               | 118    | 7      |